# Voleibolni Klub Zenit
O Zenit-Kazan Voleibol Clube (em russo:  волейбольный клуб Зенит-Казань), também conhecido como Zenit Kazan, é um time russo de voleibol masculino da cidade de Cazã, Tartaristão. Atualmente disputa a Superliga Russa.

## Histórico
13 de maio de 2000 é considerado o dia de fundação do clube em Cazã, quando o treinador da equipe policial de Cazã, Andrei Lebedev, recorreu ao chefe do departamento de polícia da cidade, Yevgeny Davletshin, com a proposta de declarar o clube para a primeira liga.
Em apenas três anos, a equipe do Dínamo Kazan passou da primeira liga para a divisão de elite do voleibol russo. No período de entressafra antes do início da Liga Principal "B", Viktor Sidelnikov, uma ligação bem conhecida das equipes da União Soviética e da Rússia no passado, tornou-se o treinador da equipe. No verão de 2002, quando o Dínamo Kazan estava se preparando para o campeonato da Liga Principal "A", foram convidados para o clube jogadores experientes e conhecidos de voleibol russo: Ruslan Olikhver, Evgeny Mitkov e Anatoly Birzhevoy.
Em 2004 o clube conquistou o seu primeiro título nacional, a Copa da Rússia, derrotando o Dínamo Moscou. Na temporada 2006–07, o time de Cazã conquistou pela primeira vez o título do Campeonato Russo, derrotando o Dínamo Moscou na 5ª partida das finais, conquistando o direito de representar o seu país na próxima temporada na Liga dos Campeões. Na temporada seguinte, estreou na Liga dos Campeões da Europa e conquistou o seu primeiro título da competição ao derrotar o Pallavolo Piacenza, em Łódź, na Polônia.
Em 2017, disputando seu sexto Mundial de Clubes, após vir de dois vice-campeonatos consecutivos, conquistou o título do Campeonato Mundial, na Polônia, derrotando na final única o italiano Cucine Lube Civitanova por 3 sets a 0.

## Títulos

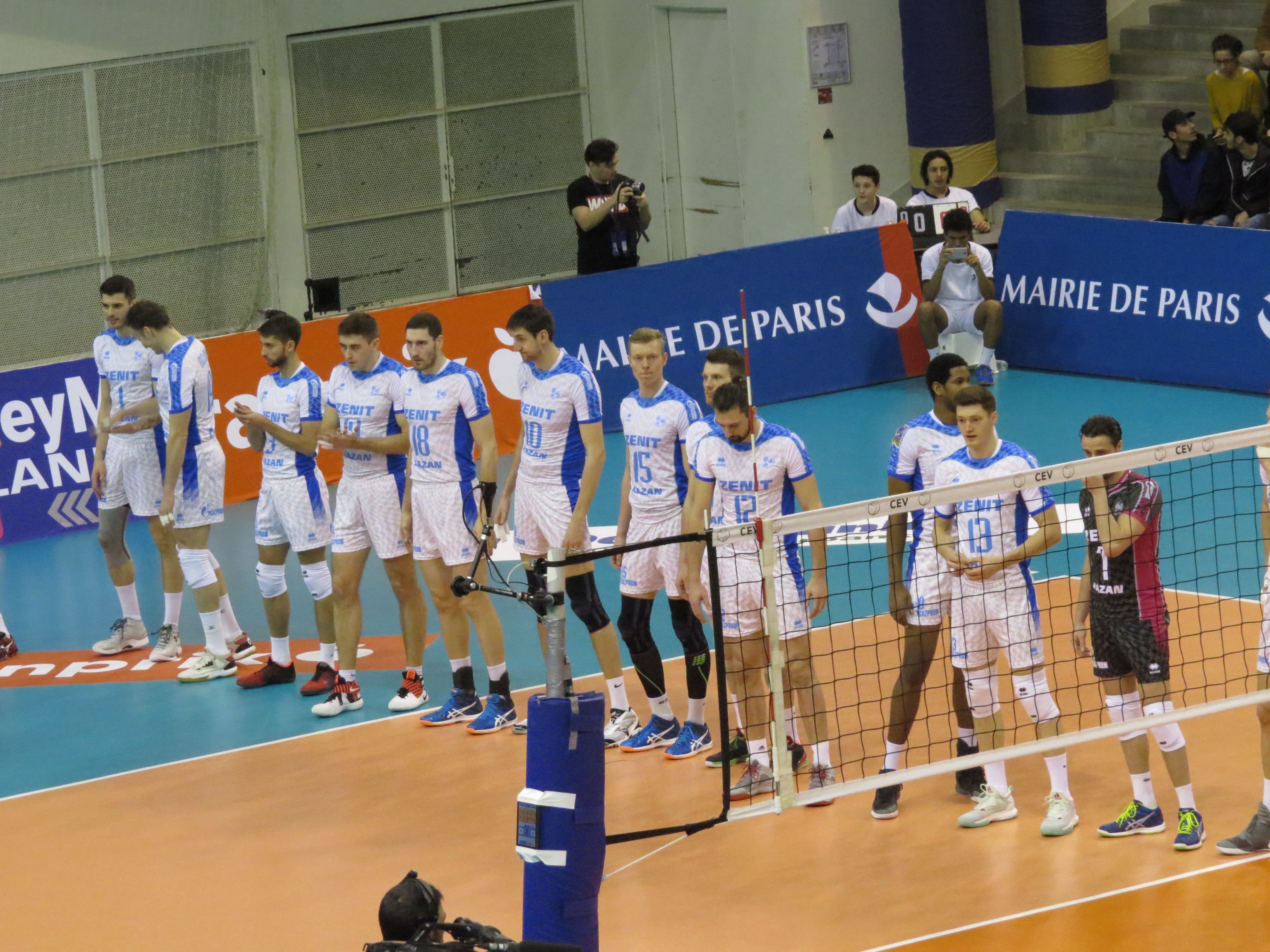
Elenco do Zenit Kazan pela Liga dos Campeões da Europa, em 2017.

### Campeonatos internacionais
Mundial de Clubes
- Campeão: 2017
- Vice-campeão: 2015, 2016
- Terceiro lugar: 2009, 2011, 2019

 Liga dos Campeões
- Campeão: 2007–08, 2011–12, 2014–15, 2015–16, 2016–17, 2017–18
- Vice-campeão: 2010–11, 2018–19
- Terceiro lugar: 2012–13

### Campeonatos nacionais
Campeonato Russo
- Campeão: 2006–07, 2008–09, 2009–10, 2010–11, 2011–12, 2013–14, 2014–15, 2015–16, 2016–17, 2017–18, 2022–23
- Vice–campeão: 2018–19, 2019–20
- Terceiro lugar: 2003–04, 2004–05, 2007–08, 2012–13, 2021–22

 Copa da Rússia
- Campeão: 2004, 2007, 2009, 2014, 2015, 2016, 2017, 2018, 2019, 2021, 2022
- Vice-campeão: 2012
- Terceiro lugar: 2008, 2010, 2013, 2020

 Supercopa Russa
- Campeão: 2010, 2011, 2012, 2015, 2016, 2017, 2018, 2020, 2023
- Vice-campeão: 2008, 2009, 2013, 2014, 2019, 2022

## Elenco atual
Atletas selecionados para disputar a temporada 2022–23: 
 Técnico:  Alexey Verbov
| Camisa | Nome                 | Posição    | Nacionalidade   |
| ------ | -------------------- | ---------- | --------------- |
| 1      | Denis Tolok          | levantador | russo           |
| 3      | Andrey Surmachevskiy | ponteiro   | russo           |
| 4      | Artem Volvich        | central    | russo           |
| 6      | Sam Deroo            | ponteiro   | belga           |
| 7      | Aleksandr Volkov     | central    | russo           |
| 8      | Mikhail Labinsky     | ponteiro   | russo           |
| 11     | Micah Christenson    | levantador | norte-americano |
| 13     | Alexey Kononov       | central    | russo           |
| 14     | Dmitry Shcherbinin   | central    | russo           |
| 15     | Dmitry Volkov        | ponteiro   | russo           |
| 16     | Ilya Fedorov         | líbero     | russo           |
| 17     | Valentin Golubev     | líbero     | russo           |
| 18     | Maxim Mikhaylov      | oposto     | russo           |
| 22     | Denis Zemchenok      | oposto     | russo           |